# Huo Yi
Dans ce nom, le nom de famille, Huo, précède le nom personnel.
Pour les articles homonymes, voir Huo.
Huo Yi était un officier chinois au service du royaume de Shu, qui se soumit au royaume de Wei après l'anéantissement des Shu lors de la période des Trois Royaumes en Chine antique. Il occupa aussi des positions sous la dynastie Jin après la chute des Wei. Fils de Huo Jun, il fut actif à différents niveaux dans plusieurs districts méridionaux de la Chine. 

## Biographie
Il fut serviteur auprès de Liu Shan lors des dernières années du règne de Liu Bei. Plus tard, il servit Zhuge Liang à titre de secrétaire personnel, puis devint Gentilhomme à l’Intendance des Portes Jaunes (huang men shi lang) après la mort de ce dernier. Il fut par après adopté comme fils par Liu Shan et conseilla son héritier, Liu Xuan. Il fut ensuite fait Conseiller de l’armée, rétrogradé Contrôleur en chef adjoint, puis promu Protecteur de l’armée. 
Lors de certains troubles avec les tribus Liao dans le district de Yongchang, il fut nommé Grand Administrateur du district et mena une expédition punitive contre les rebelles qui rétablit la paix dans la région. Il devint ensuite Général de l’armée auxiliaire et Grand Administrateur du district de Jianning alors qu’il revint à ses responsabilités dans le Sud. 
En l’an 263, il reçut le titre de Général Qui Pacifie le Sud, puis l’année suivante, lorsque les Wei vinrent annexer les Shu, Huo Yi se rendit à Chengdu pour planifier une défense adéquate contre l'envahisseur. Toutefois, Liu Shan refusa ses conseils et Huo Yi porta des vêtements funèbres, puis pleura devant la ville durant trois jours. Peu après, durant l'invasion des Wei, il ignora le sort de son souverain Liu Shan et refusa de se soumettre à l'ennemi. Huo Yi ne se soumit que lorsqu’il fut rassuré sur la sécurité de Liu Shan. 
Plus tard sous les Jin, il fut nommé Contrôleur en chef de Nanzhong et mena des troupes en assistance à Lu Xing et pacifia les districts de Jiaozhi, Rinan, et Jiuzhen. Il fut enfin honoré Marquis du domaine impérial (guan nei hou).

## Son personnage dans le roman
Dans le chapitre 119 du roman Histoire des Trois Royaumes écrit par Luo Guanzhong, le rôle que joue Huo Yi et ses actions vont exactement dans le même sens que ce dont nous rapportent les ouvrages historiques ; à la suite de l'anéantissement de son royaume, il refuse systématiquement de se soumettre aux Wei tant qu'il n'est pas assuré de la bonne condition de son souverain. Il se rend peu après lorsqu'on lui confirme que Liu Shan reçut un fief à la suite de sa reddition. 